# Röslau Stahldraht
Stahl- und Drahtwerk Röslau GmbH is een Duitse fabrikant van staaldraad in het stadje Röslau. Tot de producten behoren onder anderen snaren voor piano's.